# Стрес-тестування
Стрес-тестування — одна з форм тестування, яка використовується для визначення стійкості комп'ютерної системи або ж юридичної особи в умовах перевищення меж нормального функціонування.